# 劉瓚 (弘治進士)
劉瓚（1471年—？），字朝重，四川行都司會川衛籍（治所在今四川省會理縣）江西安福縣人，明朝政治人物。

## 生平
四川鄉試第七十名舉人。弘治十八年（1505年）中式乙丑科會試第十五名，三甲第六十六名進士。由行人降桐乡县丞，後升開化知縣，歷官雲南按察司佥事。

## 家族
曾祖劉通□；祖父劉昌宗；父劉□，母艾氏。永感下。